# Cremnomys
Cremnomys — рід гризунів з родини мишевих, родом з Індії.

## Морфологічна характеристика
Довжина голови і тіла від 117 до 149 мм, а довжина хвоста від 141 до 169 мм. Волосяний покрив довгий, м'який і шовковистий. Лапи короткі й широкі. П'ятий палець витягнутий. Підошви мають 6 подушечок. Хвіст довший за голову і тіло і густо вкритий волоссям.